# Juan Lavalle
Juan Galo Lavalle (Buenos Aires, (Confederació Argentina), 17 d'octubre, 1797 - San Salvador de Jujuy (Confederació Argentina), 9 d'octubre, 1841), fou un polític i militar argentí.
Als quinze anys va ingressar al regiment de granaders á cavall; en 1814, sent tinent, va prendre part al setge de Montevideo; en 1816 va ser destinat a l'exèrcit de Xile, i es va distingir principalment en la batalla de Chacabuco, per la qual cosa va ascendir a capità, i per la seva conducta al setge i assalt de la Vega de Talcahuano va ser ascendit á sergent major graduat. Les campanyes de Xile i del Perú van donar ocasió a Lavalle per demostrar contínuament el seu valor i aptituds militars que el 1826 ja era general. En 1829 va iniciar la campanya contra Dorrego que va acabar amb la derrota d'aquest i la seva execució, acte que va ser molt discutit.
Vençut en 29 d'abril de 1829 pels insurrectes, el general Lavalle es va dirigir completament sol al campament enemic i va celebrar una conferència amb Rosas, signant-se entre tots dos un tractat en virtut del qual van cessar les hostilitats. Lavalle es va retirar llavors a la vida privada, però al cap de pocs mesos, havent faltat Rosas a l'estipulat, va tornar a prendre les armes i va intentar aixecar el poble contra l'opressor.
Després de la revolució d'Entre Ríos el 1830, Lavalle va passar a residir a la Colònia, i en 1839 va tornar a posar-se al capdavant del moviment revolucionari, i durant un any va batallar contra Rosas amb diversa fortuna, sent vençut en 9 de setembre de 1841. Quan es preparava a atacar Tucumán, van desertar els esquadrons correntins que componien la major part del seu exèrcit, veient-se obligat a desistir i dirigint-se a la província de Jujuy. Refugiat a la casa del doctor Vedoya, va ser assassinat per un paisà.
Lavalle, va ser un dels generals més distingits de la guerra de la independència americana, i la seva ciutat natal li va dedicar el 1887 una estàtua.